# Linhares
Linhares este un oraș în statul Espírito Santo (ES) din Brazilia.